# Perfect Strangers/Son of Alerik
Perfect Strangers/Son of Alerik è un singolo dei Deep Purple pubblicato nel 1985.

## Tracce
Disco da 7"
Lato A
1. Perfect Strangers – 4:10 (Ritchie Blackmore, Ian Gillan, Roger Glover)

Lato B
1. Son of Alerik – 5:25 (Ritchie Blackmore)

Disco da 12"
Lato A
1. Perfect Strangers – 5:28 (Ritchie Blackmore, Ian Gillan, Roger Glover)

Lato B
1. Son of Alerik – 10:00 (Ritchie Blackmore)

## Formazione
- Ritchie Blackmore - chitarra
- Ian Gillan - voce
- Roger Glover - basso
- Jon Lord - organo
- Ian Paice - batteria

## I brani
Perfect Strangers
È una delle poche canzoni dei Deep Purple a non presentare un assolo di chitarra. Tuttavia, il membro fondatore della band e chitarrista Ritchie Blackmore l'ha definita la sua canzone preferita dei Deep Purple. I testi della canzone sono ispirati dai libri di Elric di Michael Moorcock.

### Cover
- Il gruppo norvegese Dimmu Borgir ha inciso una cover come "bonus track" dell'album Abrahadabra (2010).
- La band progressive metal dei Dream Theater ha pubblicato la cover nell'EP A Change of Seasons (1995).
- Il cantante Jørn Lande ha pubblicato una sua interpretazione dell'album Unlocking the Past (2007).
- Nel 2012 il duo composto da Timo Kotipelto e Jani Liimatainen hanno pubblicato l'album Blackoustic, in cui è presente una cover del brano.
- Bruce Dickinson (Iron Maiden) ha eseguito la cover del brano su base eseguita dai Dream Theater.